# Дионисий (Кирацос)
Митрополит Дионисий (греч. Μητροπολίτης Διονύσιος Κυράτσος; 1923, Лиаригови — 30 сентября 2005, Драма, Греция) — епископ Элладской православной церкви (и формально Константинопольского патриархата), митрополит Драмский (1965—2005).

## Биография
Родился в 1923 году в Лиаригови (c 1928 года — город Арнея), в Греции.
В 1949 году окончил богословский факультет Аристотелевского университета, защитив в 1993 году работу «Святой Симеон Солунский Новый Богослов и Запад. Римская церковь и её нововведения» на степень доктора богословия. Автор ряда книг и статей богословского содержания, в том числе книги «История Драмской митрополии от основания до сегодняшнего дня».
В 1945 году хиротонисан во диакона, а в 1950 году — во пресвитера. После чего был проповедником и протосинкеллом в Арнее и Эдессе.
28 ноября 1965 года состоялась его архиерейская хиротония в митрополита Драмского.
Скончался 30 сентября 2005 года в городе Драме.